# (73095) 2002 GS20
(73095) 2002 GS20 – planetoida z pasa głównego asteroid okrążająca Słońce w ciągu 3,44 lat w średniej odległości 2,28 j.a. Odkryta 14 kwietnia 2002 roku.